# Iardinidis brevipes
Iardinidis
Genre
Espèce
Iardinidis brevipes, unique représentant du genre Iardinidis, est une espèce fossile d'araignées aranéomorphes de la famille des Synaphridae.

## Distribution
Cette espèce a été découverte dans de l'ambre de la mer Baltique. Elle date du Paléogène.

## Description
Le mâle holotype mesure 0,8 mm.

## Classification
Cette espèce a été décrite par Wunderlich en 2004.
Ce genre a été décrit par Wunderlich en 2004 dans la sous-famille des Synaphrinae dans les Anapidae, celle-ci avait été élevée au rang de famille par Marusik et Lehtinen en 2003.

## Publication originale
- Wunderlich, 2004 : « The fossil spiders of the family Anapidae s. l. (Aeaneae in Baltic, Dominican and Mexican amber and their extant relatives, with the description of a new subfamily Comarominae. » Beiträge zur Araneologie, vol. 3, p. 1020–1111.